# Un mondo senza pietà
Un mondo senza pietà (Un monde sans pitié) è un film del 1989 diretto da Éric Rochant.
Proiettato al Festival Internazionale del Cinema di Venezia nel 1989, vi ha ottenuto il Premio della Settimana internazionale della critica.

## Riconoscimenti
- 1989 - Premio Louis-Delluc
- 1990 - Premio César
  - Migliore opera prima
  - Migliore promessa maschile (Yvan Attal)